# Rasim Öztekin
Rasim Mükerrem Öztekin (Isztambul, 1959. január 14. – Isztambul, 2021. március 8.) török színész.

## Életútja
Az isztambuli Galatasaray Gimnáziumban érettségizett, majd az Isztambuli Egyetemen folytatta tanulmányait. Első színpadi tapasztalatait amatőr munkákkal szerezte különböző isztambuli társulatokban (İstanbul Akademik Sanatçılar Topluluğu, Kadıköy Halk Eğitim Merkezi, Nöbetçi Tiyatro). Profi színházi pályafutását Ferhan Şensoy Ortaoyuncular együttesében kezdte. 1985-től több mint negyven filmben szerepelt.
2004-ben szívelégtelenséget diagnosztizáltak nála. 2021. március 8-án került kórházba szívinfarktus miatt, de már nem tudtak rajta segíteni és 62 évesen elhunyt.

## Filmjei
Mozifilmek
- Kösedönücü (1985)
- Bir günlük ask (1986)
- 72. kogus (1987)
- Arabesk (1989)
- Kurt kanunu (1991)
- Tersine dünya (1994)
- La pasión turca (1994)
- Bay E (1995)
- G.O.R.A. – Támadás egy idegen bolygóról (G.O.R.A.) (2004)
- Sans Kapiyi Kirinca (2005)
- Pardon (2005)
- Se upp för dårarna (2007)
- Kabadayi (2007)
- Kanal-i-zasyon (2009)
- Gelecekten Bir Gün (2010)
- Deli dumrul kurtlar kuslar aleminde (2010)
- Vay Arkadas (2010)
- Biraz tuz biraz biber (2010, hang)
- Dügün Dernek (2013)
- Mandira Filozofu (2013)
- Dügün Dernek 2: Sünnet (2015)
- Çalgi Çengi Ikimiz (2017)
- Baba Parasi (2020)
- Dijital Esaret (2022)

Tv-filmek
- Aktör eskisi (2004)
- Baliketi (2007)

Tv-sorozatok
- Varsayalim Ismail (1986)
- Bosgezen ve kalfasi (1995)
- Baska Istanbul yok (1996)
- Kizim Osman (1998)
- Pasa Baba Konagi (2000)
- Yeni hayat (2001–2002)
- Ev hali (2002)
- Dolunay (2005)
- Hirsiz polis (2005–2007)
- Pertev Bey'in üç kizi (2006)
- Acemi cadi (2006–2007, hang, 58 epizódban)
- Suç Dosyasi (2007)
- Güzel günler (2007)
- Eyvah halam (2008, öt epizódban)
- Komedi türk (2008)
- Genis Aile (2009–2011, 108 epizódban)
- Seksenler (2012–2020, 180 epizódban)
- Kardes Payi (2014)
- Görevimiz komedi (2016, egy epizódban)
- Klavye Delikanlilari (2017, egy epizódban)
- Ev Yapimi (2020)